# Trzylecie liberalne

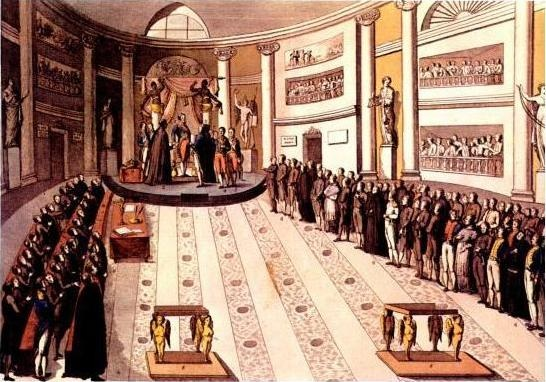
Ferdynand VII zaprzysięga konstytucję na Kortezach w 1820

Trzylecie liberalne (hiszp. Trienio liberal lub Trienio constitucional) – rewolucyjny okres w historii Hiszpanii między 1820 a 1823, za panowania Ferdynanda VII. Rozpoczęło się uchwaleniem konstytucji, a zakończyło przywróceniem monarchii absolutnej.
Trzylecie liberalne lub konstytucjonalne rozpoczęło się 7 marca 1820, kiedy król Ferdynand VII był zmuszony zaakceptować Konstytucję Hiszpanii z 1812 oraz powołać liberalny rząd. 9 lipca 1820 w Madrycie zwołano Kortezy, na których król zaprzysiągł konstytucję. Uchwalono także likwidację zakonu jezuitów i innych klasztorów, których majątek miał ratować znajdujące się w kryzysie finanse publiczne. Zniesiono Inkwizycję, dziesięcinę i pomimo królewskiego weta dokonano innych zmian katalizujących konflikt między państwem a Kościołem.
Opozycję dla konstytucjonalistów stanowiły Kościół i dwór królewski. Wśród hiszpańskich liberałów nastąpił podział na obozy: umiarkowany i radykalny. Pierwszy starał się zapewnić współpracę Kortezów z królem, podczas gdy drugi działał pod hasłem „Konstytucja albo śmierć”, nie szukając porozumienia z monarchią czy Kościołem. Ta polaryzacja doprowadziła do zamieszek w wielu miastach.
1 lipca 1822 zbuntowała się gwardia królewska, ale próba monarchistycznego przewrotu i opanowania Madrytu nie udała się. Król i rząd pozostali bierni i nie stanęli na czele kontrrewolucji. Wzrosło poparcie dla radykałów i ich przywódcy Rafaela Riego. Po zamieszkach w Madrycie w 1823 król wyjechał do Sewilli, a Kortezy usunęły go z tronu pod pretekstem choroby umysłowej.
Francja zdecydowała się na interwencję w Hiszpanii, w celu przywrócenia monarchii. Informacja o tym, że w 1822 na kongresie w Weronie państwa Świętego Przymierza uzgodniły interwencję Francji, jest przez historyków uznawana za nieprawdziwą. Korpus księcia d'Angoulême liczący ponad 90 tys. żołnierzy wkroczył do Hiszpanii 7 kwietnia 1823, nie napotykając efektywnego oporu. Rząd i Kortezy schronili się w Kadyksie, który skapitulował 3 października 1823. Ferdynand VII unieważnił wszystkie decyzje Kortezów podjęte w czasie liberalnego trzylecia i przywrócił monarchię absolutną. Liberałów, w tym wielu wojskowych, spotkały represje, wielu udało się na emigrację.